# ايغون راسموسن
ايغون راسموسن (3 مايو 1936 الدنمارك - 23 يونيو 2003) هو لاعب كرة قدم دانمركي.

## وصلات خارجية
- ايغون راسموسن على موقع قاعدة بيانات كرة القدم.إي يو (الإنجليزية)
- ايغون راسموسن على موقع ناشيونال فوتبول تيمز (الإنجليزية)